# Tingmiatornis arctica
Tingmiatornis arctica — викопний вид птахів, що існував у крейдовому періоді, 92 млн років тому.

## Назва
Родова назва Tingmiatornis складається з двох частин: слова «Tingmiat», що мовою інуктитут означає «той, що летить»; та грецького «ornis» — «птах». Видовий епітет T. arctica вказує на те, що птах був поширений в Арктиці.

## Скам'янілості
Скам'янілі рештки птаха знайдено на острові Аксел-Гейберґ у провінції Нунавут на крайній півночі Канади. Рештки відкопали на глибині 3 м у крейдових відкладеннях геологічної формації Кангук. Вид відомий по лівій плечовій та ліктьовій кістках. Голотип та паратип виду зберігаються в колекціях Канадського музею природи та Рочестерського університету.